# Inarijärvi
Inarijärvi este o arie protejată (arie specială de conservare — SAC, sit de importanță comunitară — SCI) din Finlanda întinsă pe o suprafață de 89.960 ha, integral pe uscat.

## Localizare
Centrul sitului Inarijärvi este situat la coordonatele 68°56′07″N 27°43′56″E / 68.9353°N 27.7322°E.

## Înființare
Situl Inarijärvi a fost declarat sit de importanță comunitară în august 1998 pentru a proteja 1 specie de plante. Situl a fost protejat și ca arie specială de conservare în aprilie 2015.

## Biodiversitate
Situată în ecoregiunea boreală, aria protejată conține 8 habitate naturale: Ape oligotrofe din câmpii nisipoase, cu un conținut foarte redus de minerale (Littorelletalia uniflorae), Mlaștini turboase de tranziție și turbării mișcătoare, Izvoare fino-scandinave și mlaștini produse de izvoare bogate în minerale, Turbării Aapa, Pante stâncoase silicioase cu vegetație casmofită, Roci stâncoase cu vegetație pionieră de Sedo-Scleranthion sau Sedo albi-Veronicion dillenii, Taiga vestică, Mlaștini împădurite.
La baza desemnării sitului se află o specie protejată de  plante: Ranunculus lapponicus.
Pe lângă speciile protejate, pe teritoriul sitului au mai fost identificate 1 specie de plante, 23 de specii de păsări, 1 specie de nevertebrate, 10 specii de pești.